# 빈첸초 데 루카

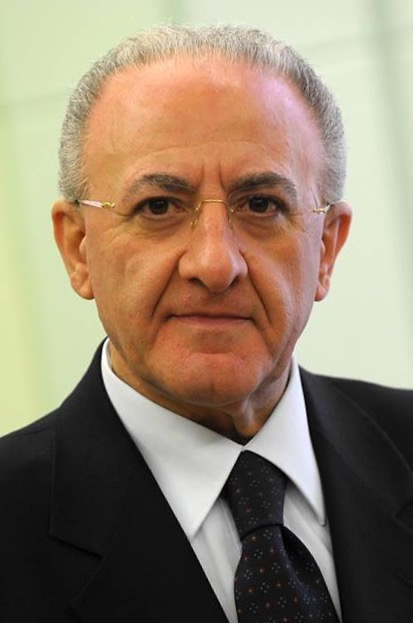
빈첸초 데 루카

빈첸초 데 루카 (Vincenzo De Luca,1949년 5월 8일 ~ )는 이탈리아의 정치인이자 민주당의 당원이며, 총 세번에 걸쳐 살레르노의 시장을 역임했고,  2015년 6월 18일 부터 캄파니아주의 주지사로 재임중이다.

## 학력
- 토르콰토 타소 고등학교 (Liceo Torquato Tasso)
- 살레르노 대학교 철학 전공 (Università degli Studi di Salerno)

## 개인생활
- 1979년 사회학자였던 로사 잠페티 (Rosa Zampetti)와 결혼하여 두 아들을 두었다.